# E016 (trasa europejska)
E016 – trasa europejska łącznikowa (kategorii B), biegnąca przez Kazachstan. Długość trasy wynosi 490 km. Przebieg E016: Zapadnoje – Zjaksy – Atbasar – Astana.